# Teddy Schwarzman
Teddy Schwarzman (29 de maio de 1979) é um produtor de cinema estadunidense. Foi indicado ao Oscar de melhor filme na edição de 2015 pela realização de The Imitation Game, ao lado de Ido Ostrowsky e Nora Grossman.

## Prêmios e indicações
- Indicado: Oscar de melhor filme - The Imitation Game (2015)